# Comuna de Wróblew
Wróblew (polaco: Gmina Wróblew) é uma gminy (comuna) na Polónia, na voivodia de Lodz e no condado de Sieradzki. A sede do condado é a cidade de Wróblew.
De acordo com os censos de 2006, a comuna tem 6.259 habitantes, com uma densidade 55,3 hab/km².

## Área
Estende-se por uma área de 113,23 km², incluindo:
- área agrícola: 86%
- área florestal: 7%

## Demografia
Dados de 30 de Junho 2004:
|                      | Total   | Total | Mulheres | Mulheres | Homens  | Homens |
| -------------------- | ------- | ----- | -------- | -------- | ------- | ------ |
|                      | pessoas | %     | pessoas  | %        | pessoas | %      |
| População            | 6236    | 100   | 3151     | 50,5     | 3085    | 49,5   |
| Densidade (pop./km²) | 55,1    | 100   | 27,8     | 27,8     | 27,2    | 27,2   |

De acordo com dados de 2002, o rendimento médio per capita ascendia a 1303,54 zł.

## Comunas vizinhas
- Błaszki, Brąszewice, Brzeźnio, Sieradz, Sieradz, Warta